# Малия
Ма́лия (греч. Μάλια) — малый город в Греции на севере острова Крит, на побережье Критского моря. Входит в общину (дим) Херсонес в периферийной единице Ираклион в периферии Крит. Население 3224 жителей по переписи 2011 года. В 2 км западнее находятся руины древнего города минойского государства, с дворцом, по величине стоящим в одном ряду с Кносским и Фестским. Настоящее название древнего города неизвестно. Кроме дворца, здесь раскопано довольно много частных жилищ и захоронений в Хрисолакосе (Χρυσόλακκος).
По одной версии, название Малия произошло от слова Омали (Ομαλή), что в переводе с греческого языка означает сглаженная (сгладить), возможно, указывая на характер здешней местности.

## Дворец

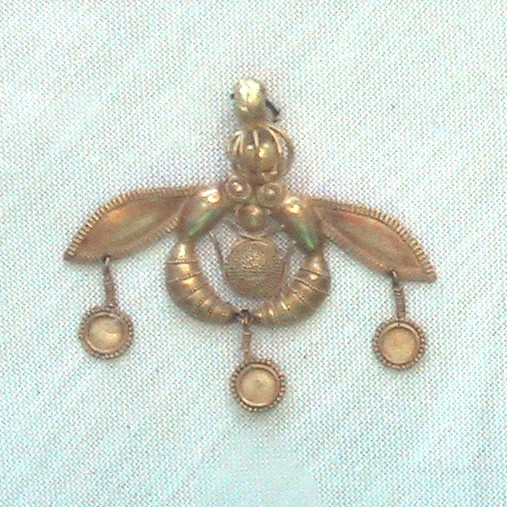
Золотое украшение из Малии: две осы высасывают каплю мёда. Ок. 1700 г. до н. э.

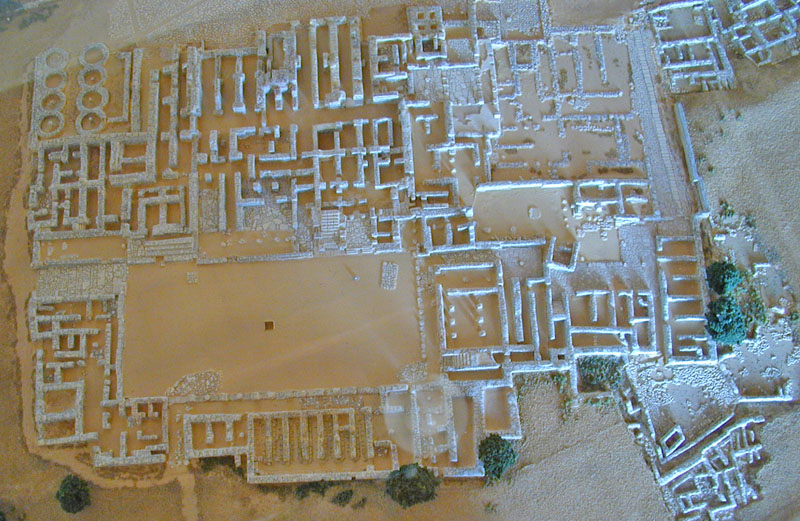
План археологического комплекса в Малии

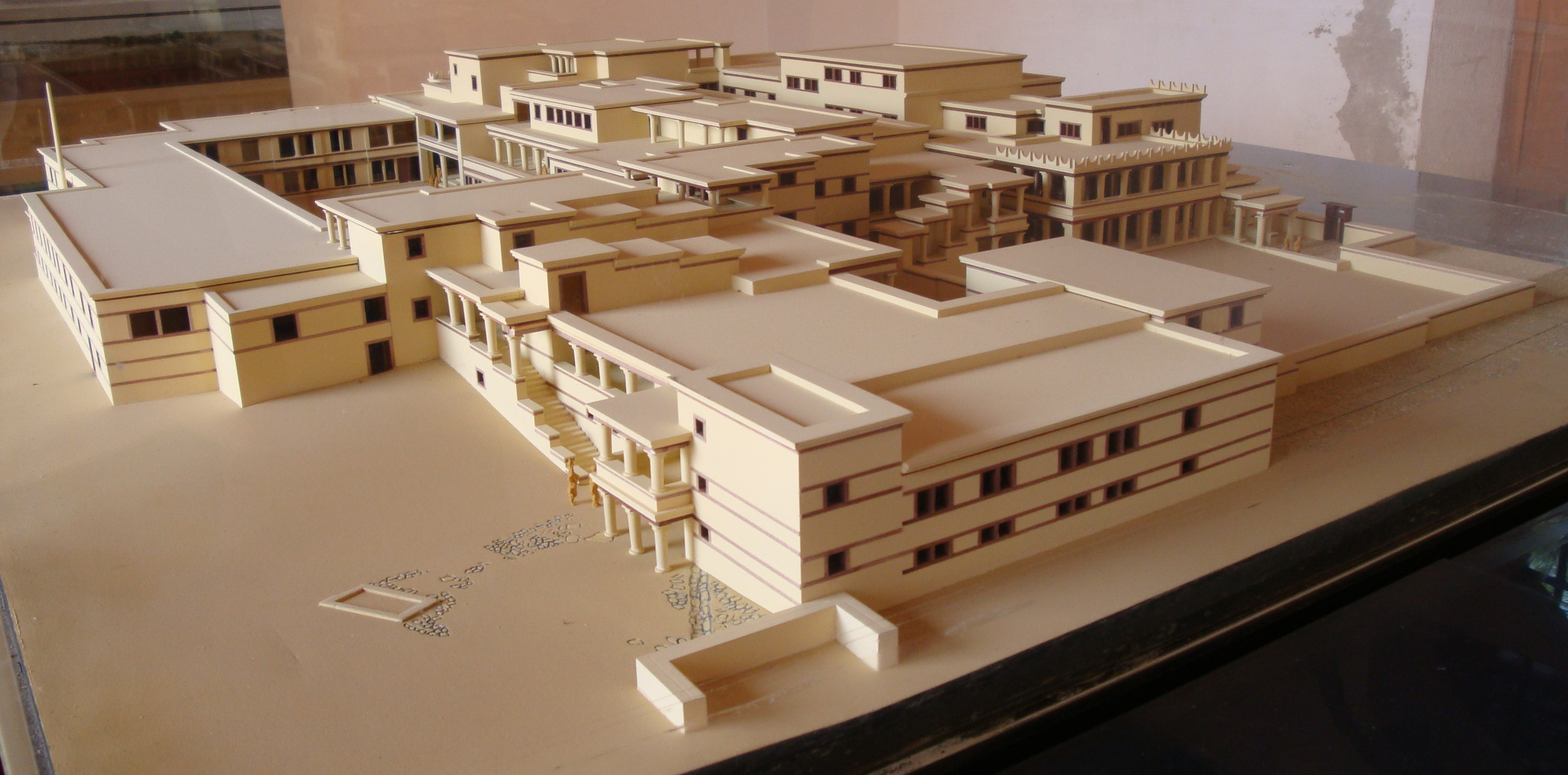
Модель дворца в Малии

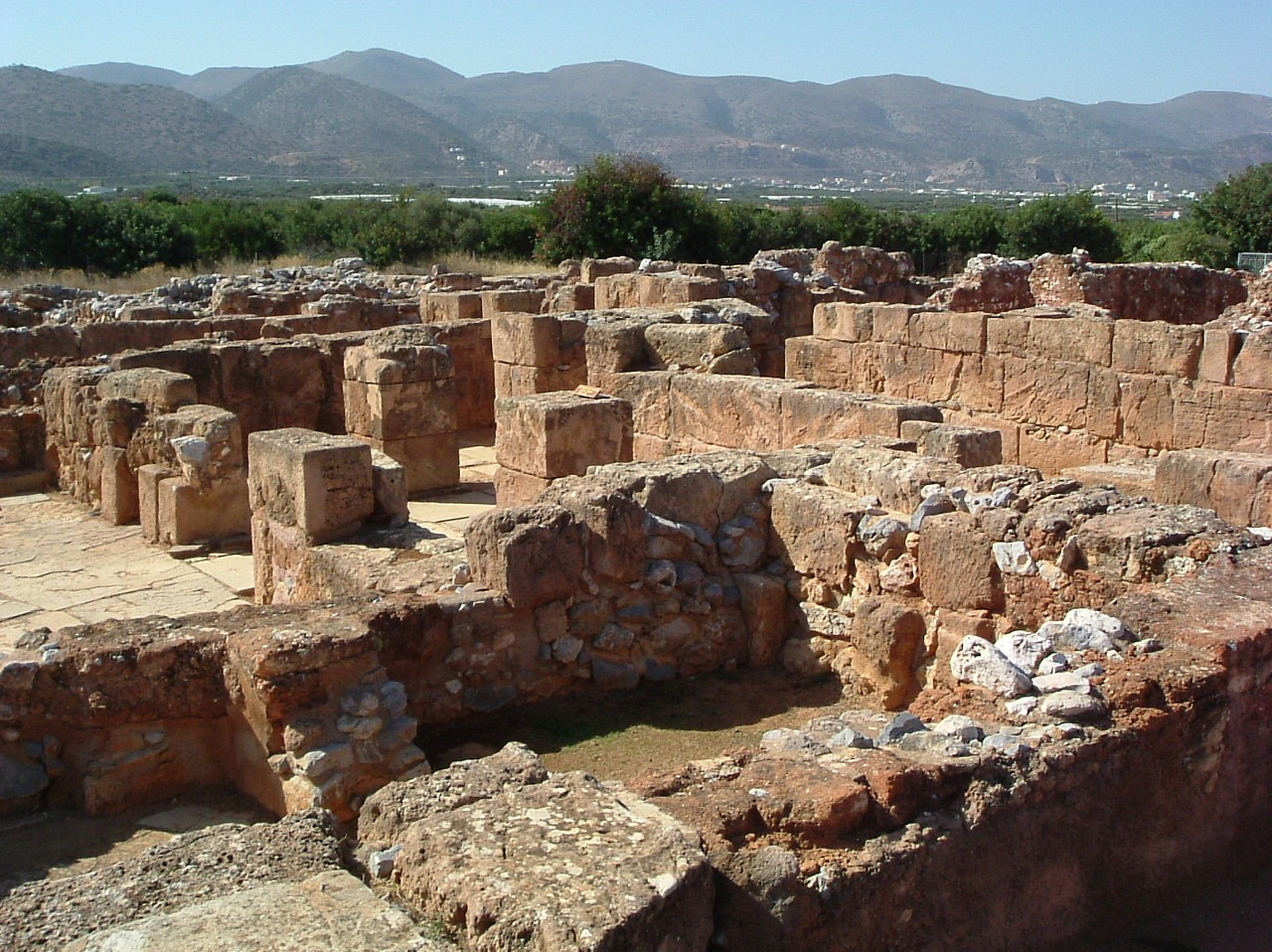
Дворец

Согласно легенде, в Малии царствовал Сарпедон, сын Зевса и Европы, младший брат Миноса. Археологические раскопки начал вести в 1915 году Иосиф Хадзидакис, сейчас их продолжает Французская археологическая школа. Сейчас установлены: минойский дворец, отдельные жилые дома поселения и царский некрополь к северу от дворца в местности Хрисолакос.
Первый дворец построен около 1900 года до н. э. и разрушен около 1700 года до н. э., после чего был построен новый дворец, также подвергшийся разрушению около 1450 года до н. э. в результате извержения вулкана на острове Тира. Видимые сегодня развалины принадлежат новому дворцу, современнику Кносского и Фестского, хотя и значительно уступающему им в отделке и роскоши.
Малийский дворец был двухэтажным, вход осуществлялся с западного мощёного плитами двора. Это был комплекс сооружений с центральным двором, лоджией, святилищами, амбарами, царскими палатами, мастерскими и кладовыми. Вокруг дворца находились кварталы, составлявшие минойский город. Один из домов реконструирован, и в настоящее время здесь помещаются различные археологические находки. Самой значительной находкой, сделанной здесь, является знаменитое золотое украшение с двумя осами держащими мёд.

## Минойский порт и некрополь
В местности Айия-Варвара (Αγία Βαρβάρα) с небольшой бухтой, которую минойцы использовали как порт, найдены минойские остраконы и захоронения.

## Пляжи
Городской пляж - широкий пляж с мелким песком и мелководьем. Развитая инфраструктура - таверны, развлечения и водные виды спорта.
Пляж Потамос — длинный песчаный пляж, награждённый Голубым флагом за чистоту. Менее насыщенный, чем главный пляж Малии.

## Дополнительно
Сейчас Малия — популярный курорт с множеством отелей, магазинов, баров, ночных клубов, пользующихся популярностью людей со всего мира, но особенно у туристов из Великобритании.

## Общинное сообщество Малия
В общинное сообщество Малия входит один населённый пункт. Площадь 21,75 квадратных километров.

## Население
| Год  | Население, человек |
| ---- | ------------------ |
| 1991 | 2389               |
| 2001 | 3725               |
| 2011 | ↘ 3224             |